# 비야체슬라우 흘라즈코우
비야체슬라우 발레리요비치 흘라즈코우(우크라이나어: В'ячесла́в Вале́рійович Глазко́в, 1984년 10월 15일~)는 우크라이나의 권투 선수이다. 2008년 하계 올림픽 남자 슈퍼헤비급에서 동메달을 획득했으며 세계 선수권 대회에서 은메달 1개를 획득했다.